# Tremelga-de-olhos
A tremelga-de-olhos (Torpedo torpedo), também conhecida como trememão, e em Portugal por vezes referida simplesmente como tremelga, é um peixe cartilagíneo da família Torpedinae.

## Descrição
Pode atingir o comprimento de 60 centímetros.

## Habitat e distribuição
Vive nas profundezas, até aos 150 metros, mas não se importa de explorar os fundos próximos da costa. Em Portugal aparece nos estuários dos rios Sado e Tejo.

## Ecologia

### Dieta
É com recurso aos órgãos eléctricos que a tremelga lança ataques fulminantes às suas presas, escolhendo, sobretudo, peixes de dimensões mais reduzidas, embora na sua dieta também caibam pequenos invertebrados e alguns crustáceos. Para atacar uma presa ou se defender de predadores pode dar descargas eléctricas na casa dos 200 volts